# 福岡市立若宮小学校
福岡市立若宮小学校（ふくおかしりつ わかみやしょうがっこう）は、福岡県福岡市東区若宮三丁目にある公立小学校。

## 沿革
- 1971年（昭和46年） - 福岡市立多々良小学校、福岡市立名島小学校から分離し開校
- 1974年（昭和49年） - 福岡市立八田小学校を分離
- 1977年（昭和52年） - 福岡市立舞松原小学校を分離

## 委員会
放送委員会
計画委員会
集会委員会
給食委員会
保健委員会
体育委員会
飼育・栽培委員会
リサイクル委員会
図書委員会

## クラブ活動

### 運動部
- ハンドフットベースボール
- ドッジボール
- 卓球
- バドミントン
- ダンス

### 文化部
- パソコン
- 裁縫
- 工作
- 読書＆イラスト
- ミュージック

## 通学区域
若宮小学校の校区は、東区若宮二丁目から五丁目まで、舞松原一丁目、舞松原二丁目（1-14番）及び水谷一丁目（1,2,4,16-18番）である。当該校区は、舞松原小学校、八田小学校、多々良小学校、名島小学校の校区と接する。住宅地であり校区西端が国道3号博多バイパスと接している。中学校は多々良中学校の校区である。